# لاسم

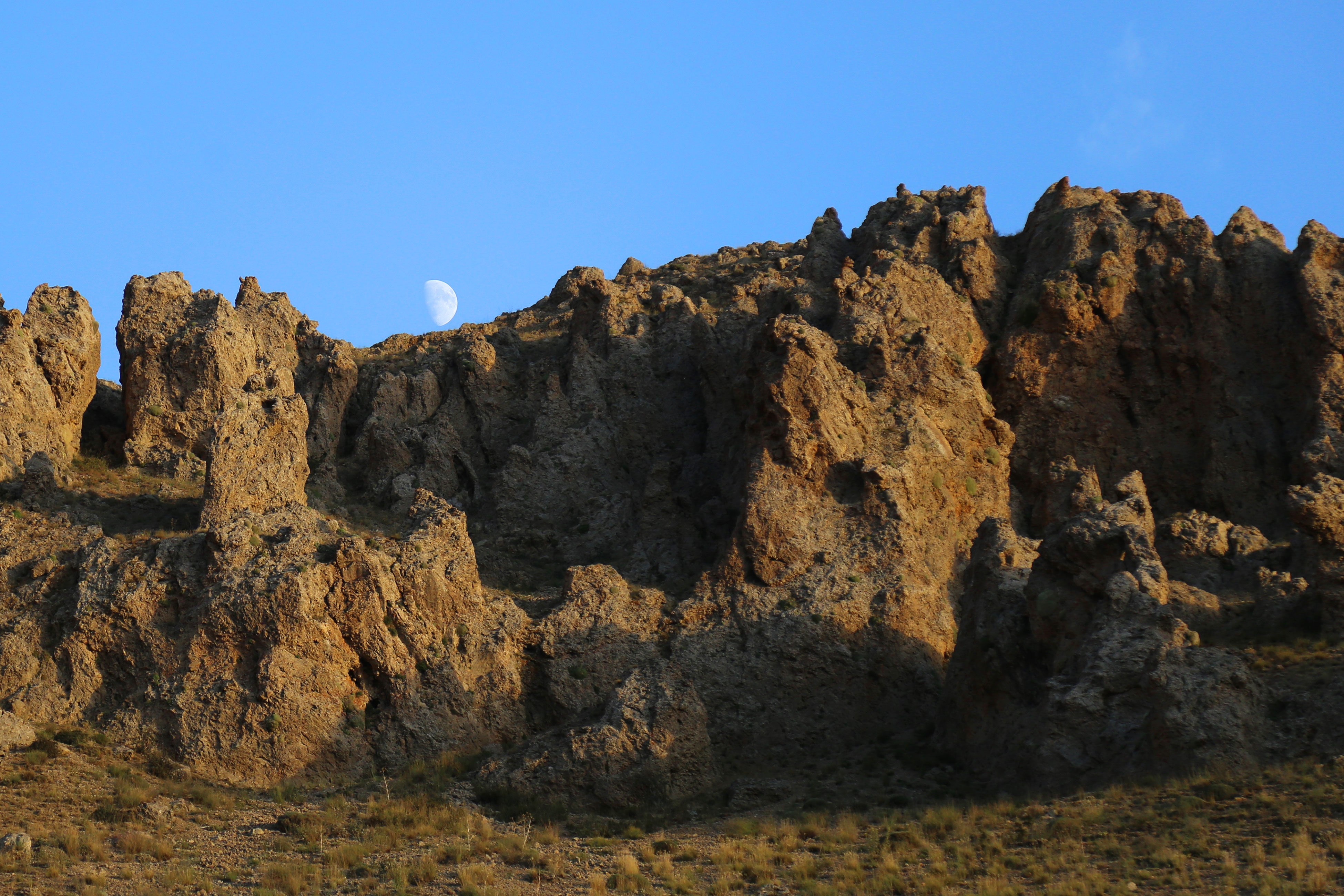
لاسم، مازندران

لاسم، روستایی است از توابع بخش بخش لاریجان شهرستان آمل در استان مازندران ایران است.
این روستا جنوبی ترین نقطه استان مازندران از لحاظ مختصات جغرافیایی و مسکونی بودن است.
ارتفاع این روستا از سطح دریا ۲۹۰۰ متر است؛و بعد از کتل امامزاده هاشم(ع) بلندترین روستای بخش لاریجان است.

## جمعیت
این روستا در دهستان بالا لاریجان قرار داشته و براساس آخرین سرشماری مرکز آمار ایران که در سال ۱۳۸۵ صورت گرفته، جمعیّت آن۳۴۶ نفر (۹۳خانوار) بوده‌است. زبان مردم لاسم مازندرانی است.